# 欧什托罗什
欧什托罗什，是匈牙利赫维什州所辖的一个村。总面积23.51平方公里，总人口2682，人口密度114.1人/平方公里（2011年1月1日）。